# Svenska cupen 2022-23
De Svenska Cupen 2022-23 is  67ste editie van dit nationale voetbalbekertoernooi van Zweden dat door de SvFF werd georganiseerd.
Het toernooi begon op 15 juni 2022 en eindigt op 18 mei 2023  met de finale in het Strandvallen in Hällevik. 

## Deelname en opzet
Er namen dit jaar 96 clubs deel aan de bekercompetitie. Dit waren de zestien clubs uit de Allsvenskan (de hoogste divisie in Zweden), de zestien clubs uit de Superettan (de tweede divisie) en 66 clubs uit  de lagere (district)divisies. Het bekertoernooi omvatte dit jaar acht ronden die door middel van het knock-outsysteem werd gespeeld.

## Kwartfinales
|                          |                                           |     |                |                                                                   |
| 11 maart 2023 16:00 KF 1 | BK Häcken                                 | 3–0 | IFK Norrköping | Bravida Arena Toeschouwers: 2.079 Scheidsrechter: Frederik Klitte |
| 11 maart 2023 16:00 KF 1 | Gustafson 44' (pen.) Larsen 78' Sonko 83' |     |                | Bravida Arena Toeschouwers: 2.079 Scheidsrechter: Frederik Klitte |

|                         |                                                 |     |                                               |                                                              |
| 12 maart 2023 13:00 KF2 | Kalmar FF                                       | 0–0 | Mjällby AIF                                   | Gasten IP Toeschouwers: 1.578 Scheidsrechter: Joakim Östling |
| 12 maart 2023 13:00 KF2 |                                                 |     |                                               | Gasten IP Toeschouwers: 1.578 Scheidsrechter: Joakim Östling |
| 12 maart 2023 13:00 KF2 | Strafschoppen                                   |     |                                               | Gasten IP Toeschouwers: 1.578 Scheidsrechter: Joakim Östling |
| 12 maart 2023 13:00 KF2 | Rajovic Sætra Gustafsson Gojani Romário Shamoun | 4–5 | Rösler Pettersson Ståhl Rosengren Elie Kričak | Gasten IP Toeschouwers: 1.578 Scheidsrechter: Joakim Östling |

|                         |                                      |     |                                    |                                                                |
| 12 maart 2023 16:00 KF3 | Djurgårdens IF                       | 2–2 | Malmö FF                           | Tele2 Arena Toeschouwers: 13.752 Scheidsrechter: Adam Ladebäck |
| 12 maart 2023 16:00 KF3 | Andersson 86' Finndell 120'          |     | Christiansen 10', 114'             | Tele2 Arena Toeschouwers: 13.752 Scheidsrechter: Adam Ladebäck |
| 12 maart 2023 16:00 KF3 | Strafschoppen                        |     |                                    | Tele2 Arena Toeschouwers: 13.752 Scheidsrechter: Adam Ladebäck |
| 12 maart 2023 16:00 KF3 | Danielson Berg Asoro Löfgren Šabović | 5–3 | Thelin Nielsen Christiansen Olsson | Tele2 Arena Toeschouwers: 13.752 Scheidsrechter: Adam Ladebäck |

|                         |                        |     |                |                                                                    |
| 13 maart 2023 19:00 KF4 | Hammarby               | 2–1 | AIK            | Tele2 Arena Toeschouwers: 28.279 Scheidsrechter: Mohammed Al Hakim |
| 13 maart 2023 19:00 KF4 | Kurtulus 21' Erabi 47' |     | Guidetti 45+1' | Tele2 Arena Toeschouwers: 28.279 Scheidsrechter: Mohammed Al Hakim |

## Halve finales
|                         |                  |     |          |                                                                 |
| 18 maart 2023 15:00 HF1 | Mjällby AIF      | 1–0 | Hammarby | Strandvallen Toeschouwers: 3.233 Scheidsrechter: Andreas Ekberg |
| 18 maart 2023 15:00 HF1 | A. Johansson 38' |     |          | Strandvallen Toeschouwers: 3.233 Scheidsrechter: Andreas Ekberg |

|                         |                           |     |                |                                                                |
| 19 maart 2023 15:00 HF2 | BK Häcken                 | 3–0 | Djurgårdens IF | Bravida Arena Toeschouwers: 4.168 Scheidsrechter: Glenn Nyberg |
| 19 maart 2023 15:00 HF2 | Larsen 34' Sadiq 36', 59' |     |                | Bravida Arena Toeschouwers: 4.168 Scheidsrechter: Glenn Nyberg |

## Finale
|                                                |                 |     |                                              |                                                |
| 18 mei 2023 15:00 Finale Svenska Cupen 2022-23 | Mjällby AIF     | 1-4 | BK Häcken                                    | Strandvallen Scheidsrechter: Mohammed Al-Hakim |
| 18 mei 2023 15:00 Finale Svenska Cupen 2022-23 | Hammar 85' (ED) |     | Sadiq 45+1', 45+4' Rygaard 48' Gustafson 66' | Strandvallen Scheidsrechter: Mohammed Al-Hakim |